# 绍尔贝格
绍尔贝格是德国莱茵兰-普法尔茨州的一个市镇。总面积4.08平方公里，总人口193人，其中男性95人，女性98人（2011年12月31日），人口密度47人/平方公里。